# 白金乡
白金乡，是中华人民共和国吉林省延边朝鲜族自治州龙井市下辖的一个乡镇级行政单位。

## 行政区划
白金乡下辖以下地区：
白金村、平顶村和勇新村。